# بندقية ضغط الهواء
بندقية الهواء أو البندقية الهوائية أو بندقية ضغط الهواء أو الخردقة وتسمى إم حبة وإم صتمة والساكتون في دول الخليج سميت بهذا الاسم لأنها تطلق الطلقة بواسطة قوة الهواء المضغوط داخل البندقية فتندفع الطلقة للخروج من البندقية، وذلك بدلاً عن ضغط انفجار البارود الحي المستخدم في الأسلحة النارية. ومعظم بنادق ضغط الهواء تستخدم قذائف معدنية كذخيرة. وبرغم كونها أقل خطورة من الأسلحة النارية إلا أنها يمكن أن تقتل إذا ما تم تصويبها من مسافة قريبة. وتأتي بعدة أنواع وقياسات تبعاً لحجم الخردقة، 4.5 ملم، 5 ملم، 5.5 و5.6 ملم، و6.35 ملم، وسرعة إطلاقها تتراوح بين 160 متر بالثانية و380 متر بالثانية تبعاً لحجم الذخيرة المستعملة وقوة ضغط البندقية.

آلية عمل البندقية

## مواصفات السلاح
- طوله 110 سم.
- طول المسورة فقط 50 سم.
- تتكون من ثلاث أجزاء هم:
  - الماسورة (يوجد في مقدمتها الناشنكار الأمامي).
  - جسم البندقية (يحتوي من الداخل على مجموعة التتك وهي المسؤولة عن إطلاق الطلقة ويوجد به التتك، الزنات، وقنطرة التتك، الجزء المعدني المحيط به.
  - الدبشك وهو الجزء الخشبي في المؤخرة.

## استخدماتها
1. تستخدم هذه البندقية من قبل المنتخبات والاتحادات الدولية والمحلية كلعبة رياضية تشارك في الألعاب الأولمبية.
2. مسافة لعبتها عشرة متر.
3. هدفها دائري (أولمبي) من الواحد حتى عشرة.
4. وضع رمايتها الوقوف.
5. عدد طلقات مباريتها 60 غير التضبيط.
6. العلامة الكاملة لها 600.
7. زمانها من ساعة ونصف إلى ساعتين الا ربع.
8. تستخدم أيضاً في الصيد.